# Великанов, Андрей Григорьевич
Андре́й Григо́рьевич Велика́нов (род. 5 июля 1954, Москва, РСФСР, СССР) — московский художник, философ, теоретик искусства. Создатель художественных проектов в области медиаарта. Автор статей и книг по теории искусства и культуры. Ведёт педагогическую и популяризаторскую работу. В 2010-х — 2020-х годах площадками для его курсов становились российские университеты (НИУ ВШЭ, РГГУ), художественные школы (МАХУ памяти 1905 года, MediaArtLab) и музейные центры (Музей современного искусства «ГАРАЖ», Центр авангарда в Еврейском музее и центре толерантности). Выпускники — «великановцы» за успешную работу и защиту диплома получают от него знак отличия — миниатюрную кочергу. Лауреат международных художественных фестивалей и конкурсов сетевого искусства.

## Творческая деятельность
Андрей Великанов начал свою профессиональную деятельность как художник в 1989 г. Его кинетические объекты были показаны на нескольких выставках в России и Германии. С 1994 года он обратился к таким инструментам творчества, как акция, перформанс и хэппенинг. В 1994 году, когда на месте бассейна власти собрались восстановить разрушенный в 1931 г. Храм Христа Спасителя, Великанов придумал и провел социально-художественную акцию «Бассейн Москва». Эта и другие акции часто вызывали скандальную реакцию прессы и общественности. С 1997-года он также начал работать как медиа-художник, создав серию видеофильмов и проектов в области нет-арта, которые получили несколько призов международных фестивалей. Работы Великанова для своего времени часто были весьма инновационными: так, например, в 1999 году он создал виртуального медиахудожника Намнияз Ашуратову, выступавшую в качестве самостоятельной творческой личности.
Работа над проектом «Бассейн Москва» потребовала от художника погружения в теоретические проблемы искусства и культуры. Начиная с этого времени, Великанов начал активно заниматься философией искусства. В 2007 году в издательстве НЛО вышла его книга «Симулякр ли я дрожащий или право имею», представляющая собой эстетический манифест симуляции и попытку найти новый метод искусства, опирающийся как на традиционные, так и на актуальные практики. Диссертация на соискание ученой степени кандидата философских наук под названием «Эстетика симулякра: теоретические основания интерпретации», написанная по материалам этой книги, не была защищена. Книга вызвала оживленную реакцию профессионального сообщества и послужила поводом для рефлексии в нескольких диссертациях и сборниках статей. Помимо этого Великанов опубликовал серию теоретических статей в отечественных и зарубежных художественных и философских журналах «Логос», «Художественный журнал», «Sklaven», «Via Regia», «Обсерватория культуры», «Диалог искусств» и других.
Преподавательская деятельность Великанова началась еще в 1995 году, но с 2011-го стала его основной задачей. Кроме преподавания в нескольких учебных заведениях, Великанов ведет независимый авторский курс «Философия искусства», представляющий собой как образовательный проект, так и открытую дискуссионную площадку, на которой выступают постоянные участники и приглашенные художники.

## «Бассейн Москва»
Социально-художественная акция «Бассейн Москва» была проведена на дне пустого бассейна 27 мая 1994 и имела своей целью исследование современной российской культурной ситуации. Соорганизаторами акции были художник Марат Ким и куратор Мария Каткова.
По замыслу организаторов, мероприятие должно было вылиться в свободную выставку народных предложений о том, что именно должно расположиться на месте нынешнего бассейна. Для реализации своей идеи организаторы составили список тех персон, которые уже высказывались публично на тему судьбы бассейна или потенциально могли быть заинтересованы в том или другом решении этого вопроса. Этим персонам были отправлены приглашения принять участие в мероприятии. При этом оговаривалось, что их реакция на приглашение в любом случае будет зафиксирована в будущем каталоге мероприятия, который выйдет по его итогам в Берлине. Забавно, что после уничтожения одного из «символов Америки» 11 сентября 2001, бывшие собственники «башен-близнецов», городские власти Нью-Йорка и компания-застройщик действовали буквально по той же схеме, объявив конкурс идей по новому обустройству трагически пострадавшей символической территории. В России же образца 1994 подобный конкурс на «деконструкцию символа» мог превратиться только в балаган, что наглядно и продемонстрировал проект БМ.
За несколько дней до мероприятия «православно-патриотическая» общественность устроила вокруг бассейна крестный ход. Тем временем, художники разделили дно бассейна «Москва» (пространство выставки) на ячейки, в которых крупными буквами указали имена приглашенных участников. Многие приглашенные на мероприятия явились. Всего в творческом эксперименте приняли участие около 200 человек. Но некоторые ячейки с написанными по дну именами знаменитостей то тут, то там пустовали. По свидетельству Андрея Ковалёва, «при входе в бассейн расположилась группа клерикальной общественности, распевавшая духовные песнопения и предупреждавшая присутствующих, что они производят акт чудовищного осквернения национальной святыни».
В своей книге «Симулякр ли я дрожащий или право имею» Великанов так описывает онтологический мотив, подвигший его на реализацию критического проекта на месте грядущего ХХС: 
"Формула «православие, самодержавие, народность» графа Уварова обрела в наши дни новую симулированную жизнь. Мы наблюдаем попытку вернуться к традиционным ценностям и возродить религию, и мы наблюдаем строительство «вертикали власти?. Симулируя демократию, власть реализует автократическую и даже тоталитарную программу. При этом большой разрыв между иллюзорным и настоящим заполняется объектами, задача которых — сделать симуляцию реальностью. Один из них — грандиозный симулякр в монолитном бетоне. Несмотря на то, что восстанавливали Храм Христа Спасителя, получилось совсем другое, — аббревиатурный ХХС, символ иллюзии».

Проект вызвал скандальную реакцию в прессе. Александр Проханов описал акцию «Бассейн Москва» как «дьявольскую мессу» в своем романе «Красно-коричневый».
По итогам акции был выпущен каталог-сборник «БМ: история, событие, анализ», среди авторов которого — художники Александр Бренер и Тимур Новиков, искусствоведы Виктор Мизиано и Виталий Пацюков, архитектор Александр Скокан и другие.

## Намнияз Ашуратова
В 1999 году Великанов создал виртуального художника — Намнияз Ашуратову. Центральной идеей этого проекта, один из слоганов которого гласил «Все на постройку вавилонской башни из информационного мусора!», была игра с социальными шаблонами и информационным пространством. По мнению исследователя русского интернета Евгения Горного, Намнияз Ашуратова — «концептуальный веб-артист и виртуальная личность нового поколения», стала ярким представителем сдвига, произошедшего в развитии русского интернета по окончании первого периода его развития, в котором доминировали веб-обозрения:

«…особенностью пост-веб-обозревательского периода было повышение уровня рефлексии и саморефлексии. В центре внимания, помимо вопросов виртуализации, оказались проблемы онтологической природы „я“, механизмов самоидентификации, конструирования „я“ и „других“. Или, если прибегнуть к таксономии автобиографических форм […], произошел сдвиг от самовыражения и самосозидания к самоисследованию. […] Ярким представителем этого сдвига стала Намнияз Ашуратова […]. В своих проектах она наглядно демонстрировала механизмы образования стереотипов мышления и подвергала их едкой критике».

В рамках одного из проектов, подписанных именем Намнияз Ашуратовой — «Система самоидентификации» (1999) — посетителю сайта предлагалось

«…создать композицию из символов, определяющую его уникальность. Международное идентификационное жюри рассматривает эти данные и дает оценку каждому посетителю (индекс идентификации). Принципы оценки неизвестны и, вообще говоря, могут меняться от раза к разу. Быть может, поведение жюри определяется такими принципами, как политическая корректность или национальная ненависть — кто знает?»
Горный отмечает ограниченность выбора уже имеющимся списком символов массовой культуры, неопределённость критериев, используемых жюри и неконвенциональность классификаций. Всё это, по мнению исследователя, подрывает идею уникальности как таковую и проблематизирует механизмы конструирования «я». В другом проекте Намнияз Ашуратовой под названием «Система обработки врага» (1999—2002), пользователю предлагалось, — снова из имеющегося списка, — выбрать объект ненависти, обозначенный тем или иным обобщающим термином, указывающим на группу («русский», «женщина», «педераст», «капиталист», «хакер», etc.). Исключение представлял собой пункт списка «я сам». Здесь, как и в других проектах Ашуратовой, осуществляется, по словам Горного, «творческое моделирование, объектом которого является субъективность членов аудитории, разоблачаемая как условная конструкция». Еще один проект Ашуратовой — «Виртуальный Манеж» (1999) — тематически близкий к «Системе самоидентификации» и «Системе обработки врага», предполагал определение «самого отвратительного персонажа в современном искусстве» и состоял из двух частей: офлайновой и онлайновой. Предполагалось, что в ходе предварительного голосования онлайн определяется список из 32 человек, по которому далее было проведено офлайновое голосование среди посетителей ярмарки «Арт-Манеж». По мнению Сергея Кузнецова, проект «возвращает голосовалку на территорию современного искусства, делая ее темой персонажей арт-жизни Москвы» и не сколько проблематизирует голосование онлайн, столько обращает внимание на сложности, — связанные, в частности, с техническим несовершенством подобных систем или с интерпретацией результатов опросов, — характерные и для политических практик, среди которых, например, проведение социологических опросов или голосований в рамках плебисцитарной демократии. Специалист по гендерным исследованиям Ирина Аристархова подвергает проект «Намнияз Ашуратова» критике с феминистских и постколониальных позиций, отмечая, что 
«…Великанов выбирает женское имя, намекающее всякому, кто вырос в России, на принадлежность его носителя к российскому этническому меньшинству. Перед нами пример иллюзии свободы киберпространства и нет-арта от культурной специфичности. Предположительное избегание культурных или этнических различий оборачивается эксплуатацией российской колониальной истории, […] глобального интереса к меньшинствам и гендерной проблематике. […] Если у сетевых художников и присутствует ясно выраженное стремление к преодолению телесного воплощения с его сексуальной или этнической специфичностью, то мы всё же видим, что внимание их, пусть и в отрицании, по-прежнему сфокусировано на сексуальных и культурных особенностях — на неуловимости этих особенностей, на их бегстве, исчезновении, универсализации и гомогенизации». 

## «Симулякр ли я дрожащий или право имею»
Книга, вышедшая в 2007 году в издательстве НЛО, представляет собой эстетический манифест симуляции и попытку найти новый метод искусства, опирающийся как на актуальные практики, так и на традиционные.
Аннотация: «Что делать художнику после того, как прозвучали многочисленные декларации о смерти искусства? И можно ли теперь заниматься творчеством в какой-либо форме? И так, чтобы не быть при этом жертвой симуляции? Решить эту проблему пытается Андрей Великанов, художник, которого, впрочем, такая старомодная профессиональная идентификация более не удовлетворяет. По его мнению, вместо вопросов „что делать?“ и „кто виноват?“ надо спросить — „где?“ и „как?“. Где — на границе семиотических пространств, а как — этому и посвящена его книга».
Цитаты:
«…беречь и изучать тонкий слой симуляции на теле несуществующей реальности — как то единственное, что у нас осталось от традиции и классики…»
«Первобытное искусство имело своё до-эстетическое отношение к реальности. Нам теперь тоже нужно некое до-эстетическое отношение до-искусства к симуляции».
«Порядок, устройство у греков непосредственно связывались с красотой. Космос вообще мыслился как эстетическое совершенство; кроме того, он — и среда обитания, и универсум. … Русские космонавты, как и греческие герои, отправляются за пределы обитаемого мира, но, в отличие от последних, попадают не в хаос, а в космос. То есть можно сказать, что они путешествуют по порядку и по красоте, а дома их ждет бардак и безобразие».

Тезисы книги процитированы в нескольких диссертациях:
Иначе интерпретирует симуляцию и имитацию А. Г. Великанов. В работе «Симулякр ли я дрожащий или право имею», рассматривая возможность художника творить и созидать в условиях тотальной симуляции, он трактует симуляцию и имитацию понятиями разного порядка, как в языке, так и в постмодернистских концепциях. С одной стороны, — говорит он, — суть обоих понятий притворство, «но симулировать можно болезнь, а имитировать, скажем, голос». Тогда, по его мнению, имитатор как человек талантливый, будет заслуживать похвалы, а симулянт будет осуждаться. «Имитация подразумевает существование оригинала. Симулированный мир в оригинале не нуждается. Симуляция сама способна производить смысл и реальность».
«А.Великанов размышляет о специфике культуры с позиции художника, оказавшегося в поле тотальной симуляции. Он сравнивает три состояния искусства: религиозное, модернистское и постмодернистское. Религиозная культура была построена на мимесисе, то есть на подражании миру, ещё не подозреваемому в несовершенстве. … Одна из основных новаций модернизма заключалась в том, что он заставил считать иллюзию реальностью. Причем такой реальностью, по сравнению с которой настоящая реальность — её бледная копия. Художник-модернист отказался скорее от отражения, чем от подражания. Он перестал отражать созданное Творцом, так как решил, что сам способен создать гораздо более совершенный мир. Но он подражал именно тому Творцу, продукт которого оказался таким некачественным. А. Великанов отмечает с иронией, что все модернистские проекты были сотворением мира. И новый бог всегда производил впечатление сумасшедшего, который решил переделать то, что с первого раза получилось не очень хорошо».
Интервью с Великановым, посвященное книге, вошло во второй том сборника «Кто сегодня делает философию в России». Составитель А.Нилогов.

## Преподавательская деятельность
Различные теоретические курсы были прочитаны Великановым в нескольких учебных заведениях:
Курс композиции, проектирования и типографики. МАХУ памяти 1905 г., 2009—2011
Философия для нефилософов, Академия коммуникаций Wordshop, 2011—2012
Философия искусства, Свободные мастерские ММСИ, 2011—2021
Философия творчества, УНИК, 2011—2012
Философия искусства, ХПМТ ФИИ РГГУ, 2011—2012
Современное искусство, магистратура отделения культурологии НИУ ВШЭ, 2012—2013
Визуальная философия русского авангарда, Открытая школа МедиаАртЛаб, 2013
Современное искусство, школа Photoplay, 2014
Философия искусства, магистратура отделения «Современное искусство», Школа дизайна НИУ ВШЭ, 2019—2021
Философия искусства, институт База, 2020—2021
Начиная с 2011 года основным творческим и преподавательским проектом Великанова является авторский курс «Философия искусства».
Ежегодный курс занятий с участниками проекта — коллективная исследовательская площадка по изучению проблем искусства, культуры и философии. Лекции Великанова представляют собой только основу теоретических знаний и не являются обязательной рекомендацией интерпретировать явления и концепции определенным образом. Особая часть курса — предложенные самостоятельные упражнения, которые помогают освоить сложный материал и научиться владеть логикой, иметь представление о языках различных философских и художественных теорий и практик, уметь самостоятельно анализировать тексты, произведения искусства и разнообразные явления с точки зрения различных философских концепций. Участники ведут свои собственные исследовательские проекты и защищают их перед группой. Гостями семинаров становятся известные художники, которые рассказывают о своем творчестве и отвечают на вопросы группы.
«В любой школе, ремесленной, научной, творческой, всегда ставится цель освоить некоторый комплекс знаний и навыки определенной профессии. В любой школе предлагают стать „кем-то“. В дискуссионной группе Великанова предлагают стать собой. Это значит, что пройдя сложный путь знакомства с философскими идеями, споров на разнообразные темы, а также самостоятельных размышлений и упражнений, вы неминуемо столкнетесь с проблемами идентификации самого себя, своих желаний, потребностей. Для некоторых эта встреча бывает болезненной, травмирующей и даже недостижимой. Для других это прекрасная возможность обрести не только себя, но и научиться коллективному зрению и пониманию. Философия, культура, искусство служат тем полем возможностей, в котором мы можем реализовать себя».
За время существования этого проекта около 150 человек стали его участниками. Занятия проходили в разные годы в Свободных мастерских ММСИ, Центре Авангарда Еврейского музея, Музее «Гараж», Школе дизайна НИУ ВШЭ.
Отзывы участников.
Помимо деятельности в рамках академических институций Андрей Великанов ведет активную популяризацию философии и истории искусства. Особое место в просветительской деятельности Великанова занимают пять циклов публичных лекций, прочитанных им в образовательном центре Музея современного искусства «Гараж» в 2014—2019 годах.
Философия искусства
Цикл лекций посвящен философским концепциям, непосредственно повлиявшим на искусство и определившим принципиально различные модели культуры. В основе цикла лежит представление о том, что современное творчество не может быть наивным, опирающимся лишь на личную интенцию автора, но требует знаний, умения мыслить и понимать контекст. Учиться этому можно у тех философов и художников, которые выдвигали яркие идеи, ставили сложные задачи, спорили друг с другом и оставили нам богатейший корпус текстов.
Языки культуры
В центре внимания цикла лекций «Языки культуры» — связь философских идей и культуры, которая создавалась и создается как семиотическая структура, и которая говорит с нами на различных языках. Искусство — один из инструментов познания культуры, а также ее усложнения. Этот цикл дополняет, комментирует и иллюстрирует цикл «Философия искусства».
Анаморфическая энциклопедия
Термин «анаморфический» в данном случае относится к такой интерпретации предмета суждения, для которой важен взгляд через другие предметы, а также привлечение для анализа множественных точек зрения. В фокусе внимания цикла — слова и вещи современной культуры — от терминологии актуальных гуманитарных исследований до интернет-мемов. Каждая лекция посвящена одному слову, начинающемуся на определенную букву русского алфавита. В качестве дополнения комментируются еще несколько специальных терминов. Лекции в рамках курса независимы, каждую из них можно слушать отдельно, но в целом «Анаморфическая энциклопедия» представляет собой словарь и справочный аппарат к теоретическому циклу «Философия искусства».
Идеи и образы
Цикл посвящен книгам, фильмам и музыкальным произведениям, тесно связанным с философскими концепциями. Иногда идеи прямо или опосредованно становились основой для создания художественных образов, иногда образы были питательной средой для новых теорий. Эти взаимосвязи и взаимовлияния представляют собой сложную сеть современной культуры. Каждая лекция в цикле «Идеи и образы» посвящена конкретному автору, а также одному или нескольким его произведениям, которые подвергаются анализу в свете соответствующих идей.
Homo mutabilis. Человек, изменяющий мир. Идеи, изменяющие человека
Человек всегда стремился воздействовать на окружающий мир. Для этого ему были нужны не только инструменты, но и идеи. Так появились философия, религия, наука, искусство, техника. Идеи изменяли не только мир, но и самого человека. Homo faber (человек творящий, трудящийся) становился Homo mutabilis (человеком меняющимся). Этот процесс не прекращается до сих пор, мы познаём и тем самым открываем свои новые возможности, как это происходило и тогда, когда человек изобретал колесо и осваивал огонь. Мы создали себя сами, нас можно назвать self-made-mankind. В этом курсе лекций Великанов стремится ответить на вопрос о том, каковы важнейшие из идей, сделавшие человека таким, какой он сейчас, — а также проследить манифестации этих идей и открытых ими возможностей в художественном творчестве.

## Избранные публикации
«30 сюжетов из русской истории» Архивная копия от 24 июля 2021 на Wayback Machine. Берлин, 1994 (рус., нем.)
"Ментальная изотерма января. Каталог акции «Бассейн Москва» Архивная копия от 24 июля 2021 на Wayback Machine, 1995
«Ко дню победы» Архивная копия от 24 июля 2021 на Wayback Machine. Каталог фестиваля Ostranenie (нем., англ.), 1995
«Антиутопия» Архивная копия от 24 июля 2021 на Wayback Machine, сборник эссе. Фонд Баухаус Дессау, 1996 (рус., нем.)
«Виртуальное тело Юкста» Архивная копия от 6 июля 2020 на Wayback Machine, Русский журнал, 2000
«Спорт вместо балета» Архивная копия от 15 июля 2020 на Wayback Machine. Русский журнал, 2002 
«Если ты такой актуальный, то почему такой неадекватный?» Архивная копия от 28 февраля 2021 на Wayback Machine Художественный журнал, 2004.
«Как физики съели лириков…» Архивная копия от 1 марта 2008 на Wayback Machine, Логос, 2006
«Гулливер против Штирлица» Архивная копия от 15 июля 2020 на Wayback Machine. Русский журнал, 2008
«Простые рассуждения о некоторых словах» Архивная копия от 24 июля 2021 на Wayback Machine. Частный корреспондент, 2012 
«Творчество культуры» Архивная копия от 25 июля 2021 на Wayback Machine // Вестник Томского государственного университета, 2013, № 370, C.61-65, PDF Архивная копия от 30 сентября 2019 на Wayback Machine
«О чем говорит архитектура?» Архивная копия от 24 июля 2021 на Wayback Machine Обсерватория культуры, 2014 
«Федоров и Малевич. Беспредельность Космоса» Архивная копия от 25 июля 2021 на Wayback Machine. Каталог выставки Авиация и Авангард, 2014
«Россия — родина художественных слонов» Архивная копия от 24 июля 2021 на Wayback Machine. Диалог искусств, 2014
«Selfie ergo sum» Архивная копия от 25 июля 2021 на Wayback Machine. Логос, 2014 
«О сложном человеке» Архивная копия от 10 марта 2021 на Wayback Machine. Частный корреспондент, 2021

## Призы фестивалей и конкурсов
Особое признание и EMARE-стипендия видеофестиваля Ostranenie’95, Баухауз Дессау, Германия
Первая премия в номинации «арт-проект» фестиваля сетевого искусства DADANET’98, Москва
Гран-при фестиваля Art on the Net’98, Machida City Museum of Graphic Arts Tokyo 
Вторая премия в номинации «Современное искусство» DADANET’99, Москва
Третья премия в номинации «Современное искусство» DADANET’99, Москва
Первая премия в номинации «Радикальный конформистский проект» TrashArt’99, Москва
Почетное упоминание Art on the Net’99, Tokyo
Лучший интерактивный проект South by Southwest Interactive Festival (SXSW’2000)
Специальный приз Сплит’2000, Хорватия
Почетное упоминание Art on the Net’2000, Tokyo
Гран-при Art on the Net’2002, Tokyo

## Случаи из биографии
Художник попал в перестрелку.
Скандальная газетная заметка о том, что Великанов попытался примирить сотрудников силовых министерств, стрелявших в друг друга. Сам Великанов утверждает, что все описанное — мистификация.
(«Мегаполис-Экспресс», июнь 1995 Архивная копия от 24 июля 2021 на Wayback Machine)
50 лет атомному взрыву в Хиросиме, сожженный торт.
Массовая художественная акция в честь 50-летия атомного взрыва в Хиросиме, во время которой у американского посольства был выставлен огромный торт, была сорвана Великановым. Он облил торт бензином и поджег его со словами: «Люди погибли в ядерном огне, а вы сюда жрать пришли? Не будет этого! Я не позволю!». Великанов был задержан, но в тот же день отпущен, поскольку милицию удалось убедить, что все случившиеся — искусство.
(«Мегаполис-Экспресс», 09.08.1995 Архивная копия от 24 июля 2021 на Wayback Machine)